# Xiria clarissa
Xiria clarissa är en tvåvingeart som beskrevs av Frey 1930. Xiria clarissa ingår i släktet Xiria och familjen bredmunsflugor. Inga underarter finns listade i Catalogue of Life.